# Rasbora einthovenii
Rasbora einthovenii (Bleeker, 1851) è un pesce osseo d'acqua dolce appartenente alla famiglia Cyprinidae.

## Distribuzione e habitat
La specie è diffusa nell'Asia sudorientale, nella Penisola malese e nelle isole indonesiane. Risulta introdotta nelle Filippine ma è ignoto se sia o meno naturalizzata. 
Popola i ruscelli nella foresta pluviale. Si tratta di una specie tipica di acque a pH acido nei corsi bassi e medi dei fiumi in situazioni con acque ferme o debolmente correnti. Preferisce zone ombreggiate.

## Descrizione
Misura fino a 9 cm.

## Biologia

### Riproduzione
Si riproduce fra la vegetazione acquatica.

### Alimentazione
Si nutre di invertebrati come insetti, vermi e crostacei.

## Acquariofilia
Viene allevato in acquario.

## Conservazione
La specie è diffusa su un vasto areale con popolazioni abbondanti e non sembrano esistere cause di minaccia, per questo la Lista rossa IUCN la classifica come "a rischio minimo".